# Volvarina cienaguera
Volvarina cienaguera is een slakkensoort uit de familie van de Marginellidae. De wetenschappelijke naam van de soort is voor het eerst geldig gepubliceerd in 2010 door Espinosa, Ortea & Moro.